# Château de la Garde (Couserans)
Pour les articles homonymes, voir Château de La Garde.
Ne pas confondre avec le château de Lagarde, à l'est de l'Ariège
Le château de la Garde est un château fort en ruines situé en Haut-Salat dans le département de l'Ariège, en France.

## Localisation
Le château de la Garde est implanté sur un sommet à 806 m d'altitude en limite des communes de Seix et d'Ustou. Il surplombe les routes départementales 3 et 8f au nord-est de leur intersection au Pont de la Taule où également l'Alet conflue avec le Salat.

## Description
Subsistent du château des ruines imposantes de son enceinte rectangulaire avec deux tours rondes et un donjon carré de 8 m de côté pour une hauteur d'environ 15 m.

## Historique
Place forte médiévale dont la fonction était de réagir aux invasions venues par les crêtes de la chaîne pyrénéenne en vis-à-vis et en coordination avec le château de Mirabat proche mais à une altitude supérieure de plus de 400 m. Sa position stratégique lui permettait d'agir à la convergence des vallées desservant respectivement le port de Salau et le port de Marterat, passages les plus aisés traversant cette partie des Pyrénées.
Il est construit en contrebas du château de Mirabat au XIIe siècle.
Le château est inscrit au titre des monuments historiques par un arrêté du 8 février 1996.

## Accès
Le château est assez facile d'accès par voie pédestre. Le périmètre du château, propriété privée, est clos.

## Galerie

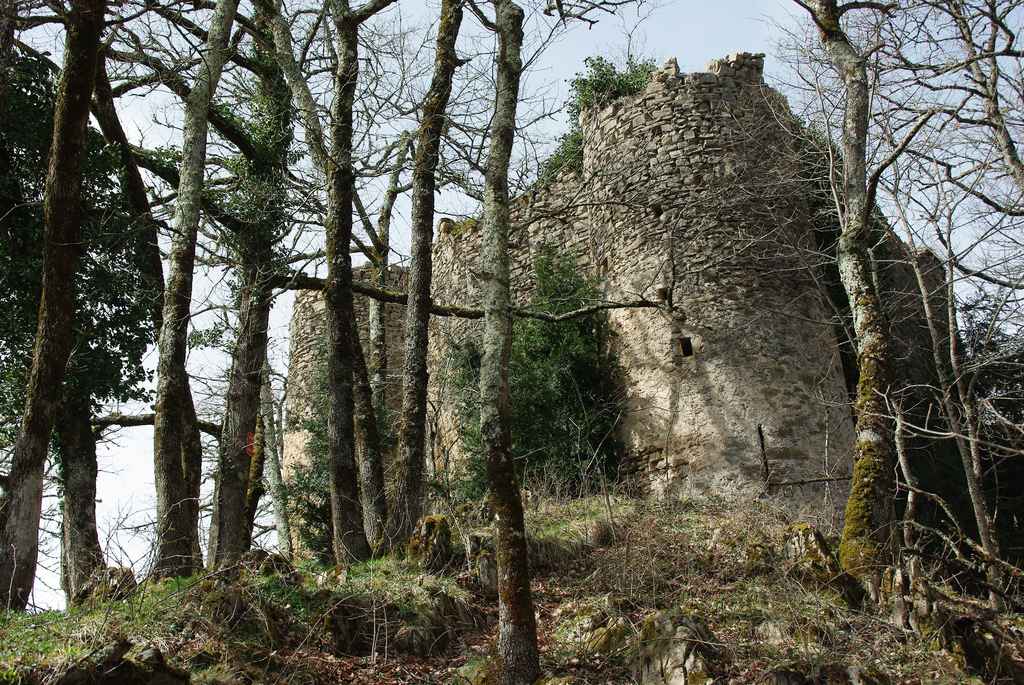